# Porto di Southampton
Il porto di Southampton (in inglese: Port of Southampton) è un porto passeggeri e merci sulla costa meridionale dell'Inghilterra, nel Regno Unito, sul canale del Solent. Il porto di Southampton è gestito da Allied British Ports dal 1982. È il porto crocieristico più trafficato e il secondo porto mercantile più grande del Regno Unito.
Dal porto di Southampton, nella prima metà del XX secolo, partivano molti dei grandi transatlantici di linea che collegavano l'Inghilterra con le Americhe; tra di essi vi fu il tristemente famoso Titanic, che, salpato da Southampton alla volta di New York il 10 aprile 1912 per il suo primo viaggio, quattro giorni dopo si scontrò con un iceberg in pieno Oceano Atlantico ed affondò, con solo 705 persone che riuscirono a mettersi in salvo tra le circa 2 200 presenti a bordo.

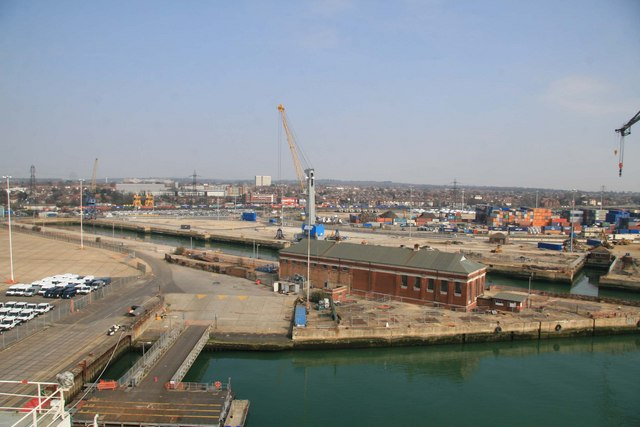
King George dry dock (banchina di carenaggio Re Giorgio)
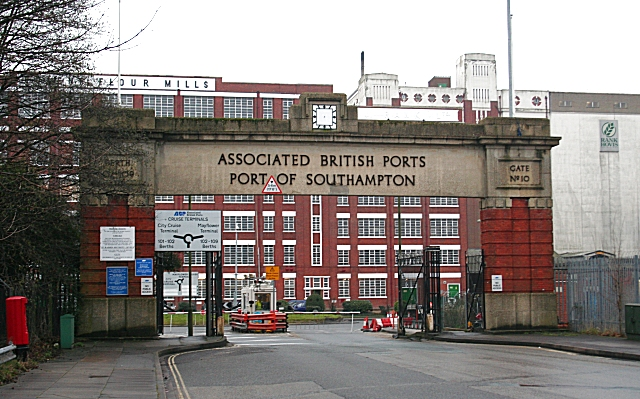
Ingresso al Porto di Southampton
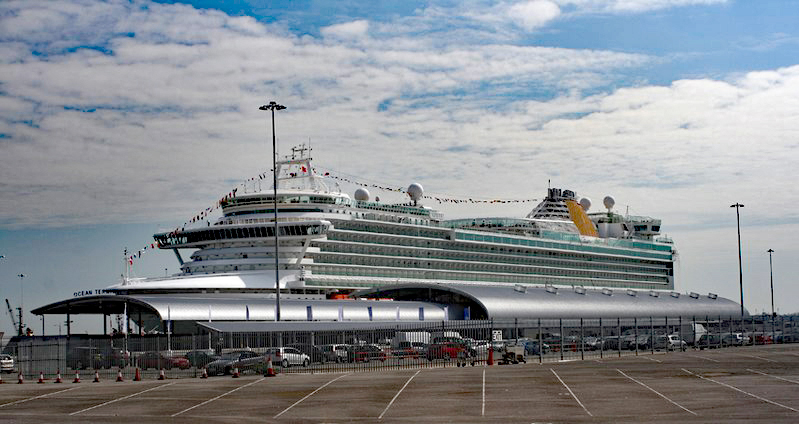
L'Ocean Termnial con l'MS Azura

## Terminal crociere
Il porto di Southampton ha quattro terminal passeggeri, che servono navi da crociera, traghetti passeggeri e il transatlantico Queen Mary 2, l'ultima nave che ancora svolge un servizio di linea attraverso l'Oceano Atlantico. Due dei terminal passeggeri sono strutture di nuova costruzione e due sono vecchi terminal passeggeri rinnovati. Sono chiamati:
- Queen Elizabeth II Terminal, situato all'ormeggio 38/39, è stato completato nel 1966 e rinnovato nel 2003 e nel 2016.
- Mayflower Terminal, situato al Berth 106, è stato completato nel 1960 e ristrutturato nel 2003 e nel 2015.[2]
- City Terminal, situato all'ormeggio 101, completato nel 2003 e rinnovato nel 2007
- Ocean Terminal, situato al Berth 46, è stato completato nel 2009 e rinnovato nel 2018-2019[3]

Oltre ai quattro terminal passeggeri, esiste anche il Berth 104, denominato "Fruit Shed", che viene solitamente utilizzato solo per il trasporto della frutta, ma funziona anche come terminal passeggeri quando l'area portuale è particolarmente trafficata.